# 金惠恩
金惠恩（韓語：김혜은，1973年3月1日—），韓國女演員。
畢業於首爾大學聲樂系，1997年起進入MBC電視台，以「美女氣象播報員」而為人熟知，直至2004年因壓力過大導致耳蝸異常，選擇辭職。2007年，通過電視劇《阿峴洞夫人》在影視界出道。2012年，在電影《與犯罪的戰爭：壞傢伙的全盛時代》中，將紅燈區女人特有的嫵媚演繹得入木三分，演技受到認可。
她同时也是《弹珠机》一书的作者。

## 影視作品

### 電視劇

#### 2000年代
- 2000年：KBS《悲傷誘惑》
- 2002年：MBC《男生女生向前走3》
- 2004年：MBC《想結婚的女子》
- 2007年：MBC《阿峴洞夫人》飾演 吉羅大嫂
- 2007年：MBC《New Heart》
- 2008年：KBS《太陽的女子》飾演 張詩恩

#### 2010年代
- 2010年：MBC《金首露》飾演 祭祀女
- 2011年：MBC《你真漂亮》飾演 高幼晶
- 2012年：KBS《赤道的男人》飾演 白允珠
- 2012年：KBS《海雲臺戀人們》飾演 陸丹熙
- 2012年：MBC《I do I do》飾演 奉俊熙
- 2013年：MBC《歐若拉公主》飾演 黃子夢
- 2013年：MBC《黃金彩虹》飾演 楊世蓮
- 2014年：JTBC《密會》飾演 徐英友
- 2014年：MBC《Triangle》飾演 金女士
- 2014年：SBS《對我而言可愛的她》飾演 吳熙善
- 2015年：KBS《懲毖錄》飾演 仁嬪金氏
- 2015年：KBS《不善良的女人們》飾演 安仲美
- 2015年：JTBC《D-Day》飾演 姜姝蘭
- 2016年：MBC《Monster》飾演 黃智秀
- 2016年：SBS《浪漫醫生金師傅》飾演 申賢靜
- 2017年：tvN《名不虛傳》飾演 患者家屬
- 2017年：tvN《內向的老闆》飾演 心理醫生
- 2018年：KBS《Radio Romance》飾演 羅拉熙
- 2018年：KBS《你也是人類嗎》飾演 南浩妍
- 2018年：tvN《陽光先生》飾演 姜好善
- 2018年：OCN《客：The Guest》飾演 朴洪珠
- 2018年：JTBC《先熱情地打掃吧》飾演 車美華
- 2018年：tvN《男朋友》飾演 金善珠
- 2019年：SBS《醫生耀漢》飾演 閔泰景

#### 2020年代
- 2020年：JTBC《梨泰院Class》飾演 姜敏晶
- 2020年：SBS《浪漫醫生金師傅2》飾演 申賢靜（客串）
- 2020年：JTBC《優雅的朋友們》飾演 姜慶子
- 2021年：tvN《The Road：1的悲劇》飾演 車瑞英
- 2022年：tvN《二十五，二十一》飾演 梁燦美
- 2022年：Netflix《魔幻之音》飾演 羅一等的母親
- 2022年：Disney+《爭鋒相辯》飾演 荷蘭
- 2023年：KBS《偶然遇見的你》飾演 高美淑（2021年）（特別出演）
- 2023年：ENA《陌生人》飾演 金美靜
- 2024年：JTBC《重组家庭》飾演 權貞熙
- 2024年：tvN《O'PENing-受領人》飾演 金世熙
- 2024年：KBS《熨斗家庭》飾演 白志娟
- TBA：Disney+《山寨人生》飾演 張智秀

### 電影
- 2012年：《與犯罪的戰爭：壞家伙的全盛時代》
- 2014年：《不標準情人》
- 2017年：《是的，家族》
- 2017年：《特別市民》飾演 辯論會主持人
- 2017年：《保安官》飾演 美善
- 2017年：《My Little Brother》飾演 Soon-im
- 2017年：《PANDORA》
- 2019年：《還在相愛嗎？（朝鲜语：아직 사랑하고 있습니까?）》飾演 濟州分店店長（友情出演）
- 2020年：《OK 老板娘》飾演 乘務長
- 2024年：《左輪手槍》飾演 巫婆
- 2025年：《恶之都市》飾演 Grace

### 播音員經歷
- 1997年：MBC《News Desk》
- 2006年：EBS《文化藝術36.5》

## 腳註
1. ↑  . 스타뉴스. 2025-05-27  [2025-06-11] （韩语）.
2. ↑  女演員大膽露肉 名校出身經歷更引關注 的存檔，存档日期2016-03-05. 朝鮮日報中文網
3. ↑  Jang, Jin-ri.  [Writer Lee Min-jin, the original author of 'Pachinko', has an amazing family relationship... "'2521' Kim Hye-eun = My cousin]. SpoTV News. April 6, 2022  [April 6, 2022]. （原始内容存档于2023-04-08） –Naver （韩语）.

## 外部連結
- 金惠恩的Instagram帳戶
- NAVER （页面存档备份，存于）